# Engelbert Lagerwey
Engelbert Lagerwey (Amsterdam, 26 settembre 1880 – Utrecht, 13 marzo 1959) è stato un vescovo vetero-cattolico olandese.

## Biografia
Figlio di Alida Hendrika van Pel e dell'imprenditore del legno Henricus Gregorius Lagerwey, acquisì la propria formazione classica frequentando come seminarista il ginnasio statale di Amersfoort e completò poi gli studi con i corsi di teologia presso il seminario di quella città.

## Incarichi ecclesiastici
Il 23 ottobre 1904 fu ordinato presbitero e servì la chiesa come pastore a Zaandam (1904-1910), Dordrecht (1910-1924) e Utrecht (1924-1945), dove fu parroco della Nuova Cattedrale di Santa Gertrude (1914) e arciprete del Comune e della Provincia di Utrecht. Nel 1924 divenne membro del Capitolo Metropolitano di Utrecht. Con il raggiungimento del 70º anno di età si dimise dal Capitolo e ne fu nominato membro emerito. Nel frattempo, il 2 ottobre 1941 fu nominato vescovo di Deventer come successore di Johannes Hermannus Berends e il 12 novembre dello stesso anno fu consacrato dall'arcivescovo di Utrecht Andreas Rinkel. Come proprio motto scelse la massima latina Eternitati laboramus (lavoriamo per l'eternità) e mantenne l'incarico episcopale fino alla morte, avvenuta il 13 marzo 1959.

## Genealogia episcopale
La genealogia episcopale è:
CHIESA CATTOLICA
- Cardinale Scipione Rebiba
- Cardinale Giulio Antonio Santori
- Cardinale Girolamo Bernerio, O.P.
- Arcivescovo Galeazzo Sanvitale
- Cardinale Ludovico Ludovisi
- Cardinale Luigi Caetani
- Vescovo Giovanni Battista Scanaroli
- Cardinale Antonio Barberini iuniore
- Arcivescovo Charles-Maurice le Tellier
- Vescovo Jacques Bénigne Bossuet
- Vescovo Jacques de Goyon de Matignon
- Vescovo Dominique Marie Varlet

CHIESA ROMANO-CATTOLICA OLANDESE DEL CLERO VETERO EPISCOPALE
- Arcivescovo Petrus Johannes Meindaerts
- Vescovo Johannes van Stiphout
- Arcivescovo Walter van Nieuwenhuisen
- Vescovo Adrian Jan Broekman
- Arcivescovo Jan van Rhijn
- Vescovo Gisbert van Jong
- Arcivescovo Willibrord van Os
- Vescovo Jan Bon
- Arcivescovo Johannes van Santen

CHIESA VETERO-CATTOLICA
- Arcivescovo Hermann Heykamp
- Vescovo Gasparus Johannes van Rinkel
- Arcivescovo Gerardus Gul
- Vescovo Henricus Johannes Theodorus van Vlijmen
- Arcivescovo Franciscus Kenninck
- Vescovo Johannes Hermannus Berends
- Arcivescovo Andreas Rinkel
- Vescovo Engelbert Lagerwey

## Fonti
- Andreas Rinkel, Lagerwey, Engelbertus (1880-1959), in Biografisch Woordenboek van Nederland.[1]
- Mgr. Lagerwey's levensloop. Een overvloed van activiteit, in De oud Katholiek 75 (1959) 2033 (15 marzo), pp. 55–56.